# Gomphomastax disparilis
Gomphomastax disparilis is een rechtvleugelig insect uit de familie Eumastacidae. De wetenschappelijke naam van deze soort is voor het eerst geldig gepubliceerd in 1927 door Bolívar.